# Краснослободск (Волгоградска област)
Краснослободск (рус. Краснослободск) град је у Русији у Волгоградској области. Према попису становништва из 2010. у граду је живело 15998 становника.

## Становништво
| 1939.  | 1959.  | 1970.  | 1979.  | 1989.  | 2002.  | 2010.  |
| ------ | ------ | ------ | ------ | ------ | ------ | ------ |
| 15.593 | 18.993 | 17.749 | 16.047 | 13.533 | 14.359 | 15.998 |